# Maniguet

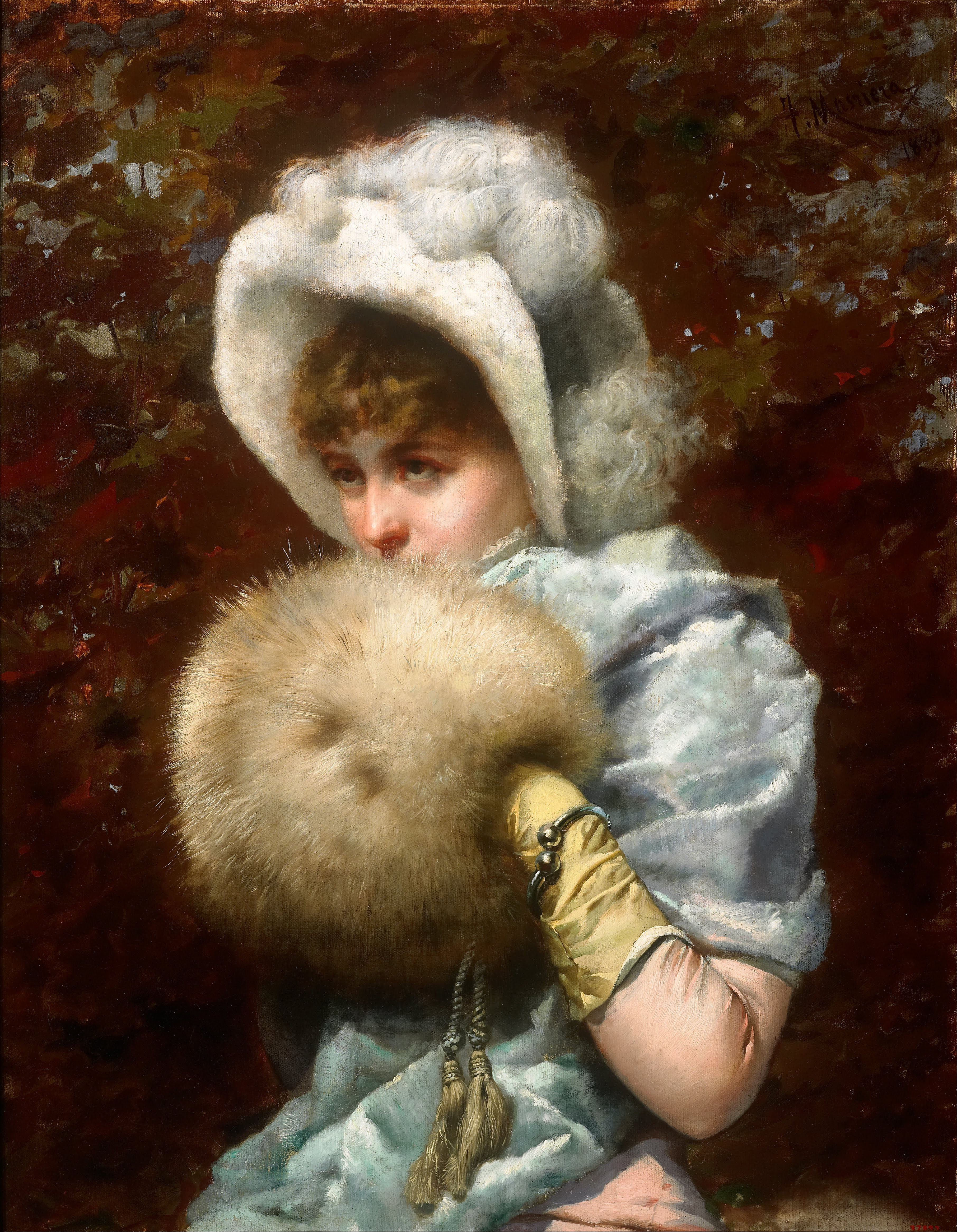
Hivern (1882), Francesc Masriera. Museu Nacional d'Art de Catalunya.

Maniguet i maniguets són dos tipus d'accessori indumentari amb notables diferències. El maniguet cilíndric de pell o similar material usat per mantenir calentes les mans i associat a la vestimenta femenina, encara que no és exclusiu de les dames; i els maniguets de tela que cobrien els avantbraços apareguts a partir del segle xv, com a complement de la vestimenta femenina sense mànigues habitual en aquesta i posteriors èpoques. Mentre que la peça de pell ha perdut la importància que va tenir al segle xix i part del vint, els maniguets s'han recuperat en esports com el ciclisme.

## Història
Amb precedents iconogràfics que ho daten en la Xina de la dinastia Han (206 aC fins al 220 dC), el maniguet cilíndric, com a remei per escalfar les mans, s'identifica en l'època romana amb les manicae. Du Cange associa el terme muffulae (llatí medieval) amb la construcció chirothecae pellitae et hibernae, esmentada en un cartulari de l'any 817, a propòsit d'una expedició en la qual els monjos van usar pells d'ovella per cobrir-se les mans a l'hivern (encara que el cartulari citat també distingeix el guant per a l'estiu del muffulae hivernal). Aquesta sembla l'arrel del moufle francès, manyopla o guant molt gruixut.
Amb les croades, el comerç de les pells va evolucionar a Europa occidental. Així, apareixen precedents del maniguet —fabricats amb dos rectangles de pell— al segle xv, quan «les cortesanes cèlebres i les nobles dames ja els usaven com a petites casetes de gossos minúsculs». A partir de finals del segle xvi, la sofisticada peça de luxe es localitza en la República de Venècia, i aviat s'estén la seva moda per gairebé tota la península Itàlica. No va trigar a passar a França, sent element imprescindible en la cort d'Enric III, on s'elaboraven en seda, setí i vellut folrats amb pell i a joc amb el vestit de la dama que ho portava. També queda documentat que Elisabet I d'Anglaterra, pel que sembla molt fredolina, va considerar el maniguet com a peça favorita. Encara que el seu ús ha estat associat de forma tradicional a la dona, també es registra en el guarda-roba masculí, encara que amb diferències en la manera de lluir-ho, ocorrent que en el cas dels homes habitualment es portava lligat a la cintura.
En el Versalles del segle xviii, les dames de la cort de Lluís XV lluïen maniguets de pell de gat, gos, castor i fins i tot lleopard; i amb major freqüència els de pell d'ermini entre 1810 i 1814. Tota aquella ostentació arribaria gairebé a desaparèixer després de la Revolució francesa, la ideologia igualitària de la qual estava òbviament renyida amb un objecte de desmesurat luxe.
No obstant això, poc després, al segle xix europeu, el maniguet va aconseguir el seu major apogeu com a símbol de posició social i complement clàssic del vestuari exterior femení.
L'arribada del segle xx i l'evolució tèxtil a favor el guant i la seva àmplia gamma de models i materials van fer que l'ús del maniguet es convertís en una cosa excepcional, encara que va mantenir la seva vigència en les passarel·les internacionals. Així ocorria per exemple en la presentació de la temporada per a la tardor-hivern de 2013/2014, amb innovadors dissenys parisencs de Phoebe Philo per a una sola mà, «com una espècie de "mitena supersized" recollida en el braç». En aquesta mateixa passarel·la, Haider Ackermann va presentar models «mitena XL», i Givenchy maniguets-canellera que cobrien des del revés de la mà fins a la part superior del braç. Els models més clàssics van ser a càrrec de signatures com BCBG Max Azria i Balenciaga. En aquesta mateixa temporada, la dissenyadora nord-americana Tory Burch va presentar a Nova York maniguets subjectes al coll amb una corretja de cuir.
També en l'ocàs del segle xx, els primitius 'maniguets-bossa' van ser ressuscitats per Alicia Silverstone i Stacey Dash en la sèrie televisiva dels 90 Clueless (en la qual els seus personatges Cher i Dionne creen una línia de maniguets amb butxaques per portar el precedent del mòbil i el maquillatge, després de veure'ls en una fotografia de la Revolució Russa. Aquesta mateixa idea del maniguet-bossa, luxós, esnob i alhora pràctic va ser recollida ja al començament del segle xxi per marques com Chanel, Louis Vuitton, Alexandre Herchcovitch i l'esmentat BCBG Max Azria.